# Muhyi ad-Din Muzaffar Jang
Nabab Hidayat Muhyi ad-Dîn Sa`d Allâh Khân Bahadur, Muzaffar Jang est le troisième souverain d'Hyderâbâd. Il est le petit-fils du fondateur de la dynastie Nizâm al-Mulk Asaf Jâh Ier. Il succède à son oncle Mir Ahmad `Alî Khân Bahadur Nasir Jang le 16 décembre 1750. C'est un règne très bref de moins d'un trimestre. Il meurt le 13 février 1751.

## Biographie

### Jeunesse
Muzaffar Jang (victorieux à la guerre) est l'époux de la fille aînée de Nizâm al-Mulk Asaf Jâh Ier, Khair un-nisa Begum. Il commence par faire une carrière militaire dans les armées impériales des Moghols. Après la mort de son père, il devient gouverneur (sudabar) de Bîjâpur.

### Règne et mort

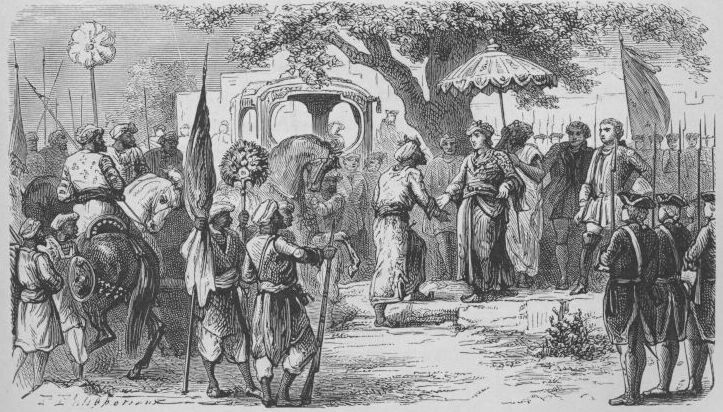
Rencontre entre Dupleix et le soubab du Deccan, Muhyi ad-Din Muzaffar Jang.

Après la mort de son oncle, il s'installe à Pondichéry. En 1750, il s'allie avec Chanda Sahib contre le nabab du Carnate, Anaverdi, et reçoit l'appui du gouverneur de Pondichéry, Joseph François Dupleix. Ce dernier lui prête d'importantes sommes d'argent et met à sa disposition un contingent de soldats pour la reconquête du trône. L'armée d'Anaverdi est écrasée le 3 août à la bataille d'Ambour, et son chef tué. Ce succès décisif permet à Muzzafar d'occuper le Carnate, qu'il doit cependant évacuer après l'intervention des troupes de son oncle Nazir Jang et du fils d'Anaverdi, Mahamet. Les troupes françaises les battent à Trivady et Ghingy ; à la mort au combat de Nazir le 16 décembre 1750, Muzzafar est proclamé soubab du Carnate. Il reçoit aussi les titres de Muzaffar Jang et de Sa`d Allah Khân.
Le 26 décembre 1750, Muzzafar vient en personne à Pondichéry pour remercier Dupleix. Il lui accorde d'importantes concessions territoriales et des titres, notamment celui de gouverneur de l'Inde du Sud. Le 13 février 1751, alors qu'il regagne sa capitale, il est tué lors d'une bataille contre le nabab de Kurnool au col de Lakkireddipalle.
Asaf ad-Dawla Mir `Alî Salâbat Jang, le troisième fils de Nizâm al-Mulk Asaf Jâh Ier, est envoyé comme ambassadeur par son frère aîné Amir al-Umara Nabab Mir Ghazi ad-Dîn Khân Bahadur Firuz Jang. Il se fait proclamer successeur dans le camp près Lakkireddipalle avec le soutien des Français.